# Рорер, Верена
Верена Рорер (нем. Verena Rohrer; род. 8 апреля 1996, Заксельн, Швейцария) — швейцарская сноубордистка, участница двух зимних Олимпийских игр, чемпиока мира среди юниоров 2014 года, двукратная чемпионка Франции, многократная победительница этапов Кубка Европы.

## Биография
Верена Рорер родилась в 1996 году в небольшой швейцарской коммуне Заксельн. С 10 лет начала заниматься по примеру отца сноубордом. С самого начала Верена стала выступать в дисциплине хафпайп. С 2011 года Верена принимала участие в турнирах FIS, проходивших на территории Швейцарии. В 15 лет Рорер выиграла национальный молодёжный чемпионат. На своём первом чемпионате Швейцарии молодая сноубордистка заняла 4-е место в хафпайпе и 8-е в биг-эйре. В январе 2003 года Верена одержала сразу две победы на этапе Кубка Европы в Давосе. По итогам сезона швейцарская спортсменка заняла 2-е место в общем зачёте европейского кубка. На молодёжном чемпионате мира в Турции Рорер была близка к победе, но совсем немного уступила француженке Эмме Бернар.
24 августа 2013 года Верена Рорер дебютировала на этапе Кубка мира, проходившего на новозеландском горнолыжном курорте «Кардрона», где заняла лишь 36-е место. На зимних Олимпийских играх 2014 года в Сочи Рорер не смогла пробиться даже в полуфинал соревнований, став в своей подгруппе только 13-й. В итоговой таблице Верена заняла 27-е место. В марте 2014 года Рорер стала победительницей молодёжного чемпионата мира в Италии. Спустя месяц Верена одержала первую победу в чемпионате Швейцарии. На дебютном чемпионате мира швейцарская спортсменка не попала в финал соревнований, заняв 9-е место. После этого результаты спортсменки пошли вверх. Рорер стабильно попадала в десятку сильнейших на этапах Кубка мира. По итогам сезона 2015/16 швейцарка стала 10-й в общем зачёте Кубка мира в хафпайпе. В декабре 2016 года Рорер была близка к попаданию на пьедестал этапа Кубка мира в США, но осталась на 4-м месте, уступив американке Хлое Ким и двум китайским спортсменкам.
На зимних Олимпийских играх 2018 года в южнокорейском Пхёнчхане Рорер была близка к попаданию в финал соревнований в хафпайпе. Во второй попытке квалификационного раунда Верена получила 55 баллов, но этого хватило только для того, чтобы занять 14-е место.

## Результаты

### Олимпийские игры
| Олимпийские игры | HP |
| ---------------- | -- |
| Сочи 2014        | 27 |
| Пхёнчхан 2018    | 14 |

### Чемпионаты мира
| Чемпионат мира     | HP |
| ------------------ | -- |
| Крайшберг 2015     | 9  |
| Сьерра-Невада 2017 | 18 |